# Catanele, Argeș
Catanele este un sat în comuna Căteasca din județul Argeș, Muntenia, România.